# Pholcus chattoni
Pholcus chattoni là một loài nhện trong họ Pholcidae. Loài này được phát hiện ở Guinee và Ivoorkust.